# خیمنا بلانکو
خیمنا بلانکو (اسپانیایی: Gimena Blanco‎؛ زادهٔ ۵ دسامبر ۱۹۸۷) بازیکن زن فوتبال و فوتسال اهل آرژانتین است.
از باشگاه‌هایی که در آن بازی کرده‌است می‌توان به باشگاه فوتبال ریور پلاته اشاره کرد.
وی همچنین در تیم‌های ملی فوتبال تیم ملی فوتبال زنان آرژانتین و تیم ملی فوتسال زنان آرژانتین بازی کرده‌است.